# Funicolare Locarno-Madonna del Sasso
La funicolare Locarno-Madonna del Sasso (abbreviato FLMS) è una linea funicolare che collega il centro di Locarno con il luogo di pellegrinaggio del Santuario della Madonna del Sasso di Orselina (Ticino), che si affaccia proprio sulla città ticinese. A Orselina la stazione ferroviaria permette di proseguire per Cardada (collegata con una funivia) e di Cimetta (proseguendo in seggiovia).

## Storia
Dopo aver realizzato il collegamento ferroviario Bellinzona - Locarno, che permetteva il collegamento con la ferrovia del Gottardo, nel 1874 furono approvati dal sindaco di Locarno Francesco Balli una serie di lavori volti a valorizzare il turismo nella regione e il collegamento con le località limitrofe. A Balli venne affidato il compito di creare una serie di ferrovie nel Locarnese. Nel 1906 viene inaugurato il collegamento con il Santuario della Madonna del Sasso, con stazione differente rispetto a quella delle FFS, pochi metri più ad ovest.
Negli anni successivi venne creata la ferrovia Valmaggina (1907) e la rete tranviaria di Locarno (1908), gestita dalle FART, che collegava la fermata FLMS con le altre due stazioni.

## Caratteristiche

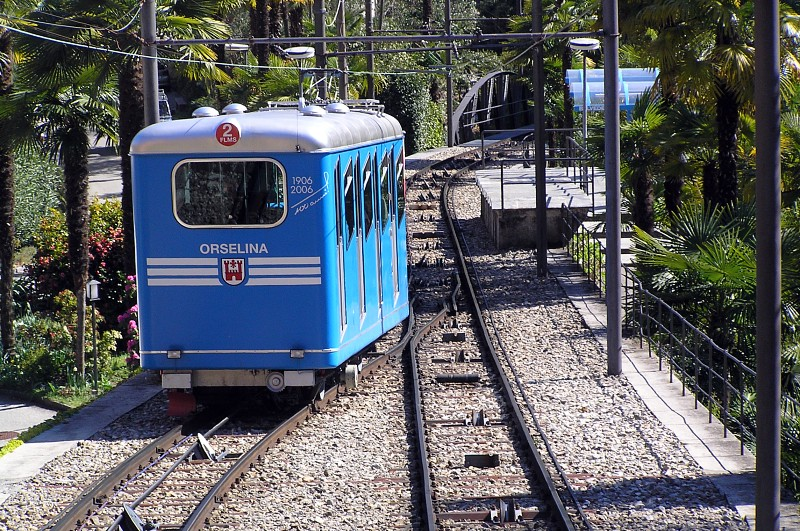
Vettura della funicolare

La corsa della funicolare è effettuata tramite l'utilizzo di meccanismi elettrici collocati nella stazione in montagna che permettono di superare il dislivello di 173 metri di altitudine tra Locarno e Orselina. La distanza tra le due fermate è di 825 metri, la pendenza massima della funicolare è del 30% e la velocità massima è di 3,5 m/s. Al momento dell'apertura, le due carrozze erano ancora fatte di legno mentre le strutture odierne sono realizzate tramite l'utilizzo del metallo. Tra i due capolinea vi sono tre fermate: Santuario Madonna del Sasso, Belvedere e Grand-Hôtel. La stazione Grand-Hôtel, dopo la chiusura dell'omonimo albergo, è stata dismessa a tempo indeterminato.

## Percorso
| Head station |

| Stop on track |

| Enter and exit tunnel |

| Stop on track |

| Stop on track |

| End station |